# 6121 Plachinda
6121 Plachinda (1987 RU3) là một tiểu hành tinh vành đai chính được phát hiện ngày 2 tháng 9 năm 1987 bởi L. I. Chernykh ở Đài vật lý thiên văn Crimean.